# Howard Hughes

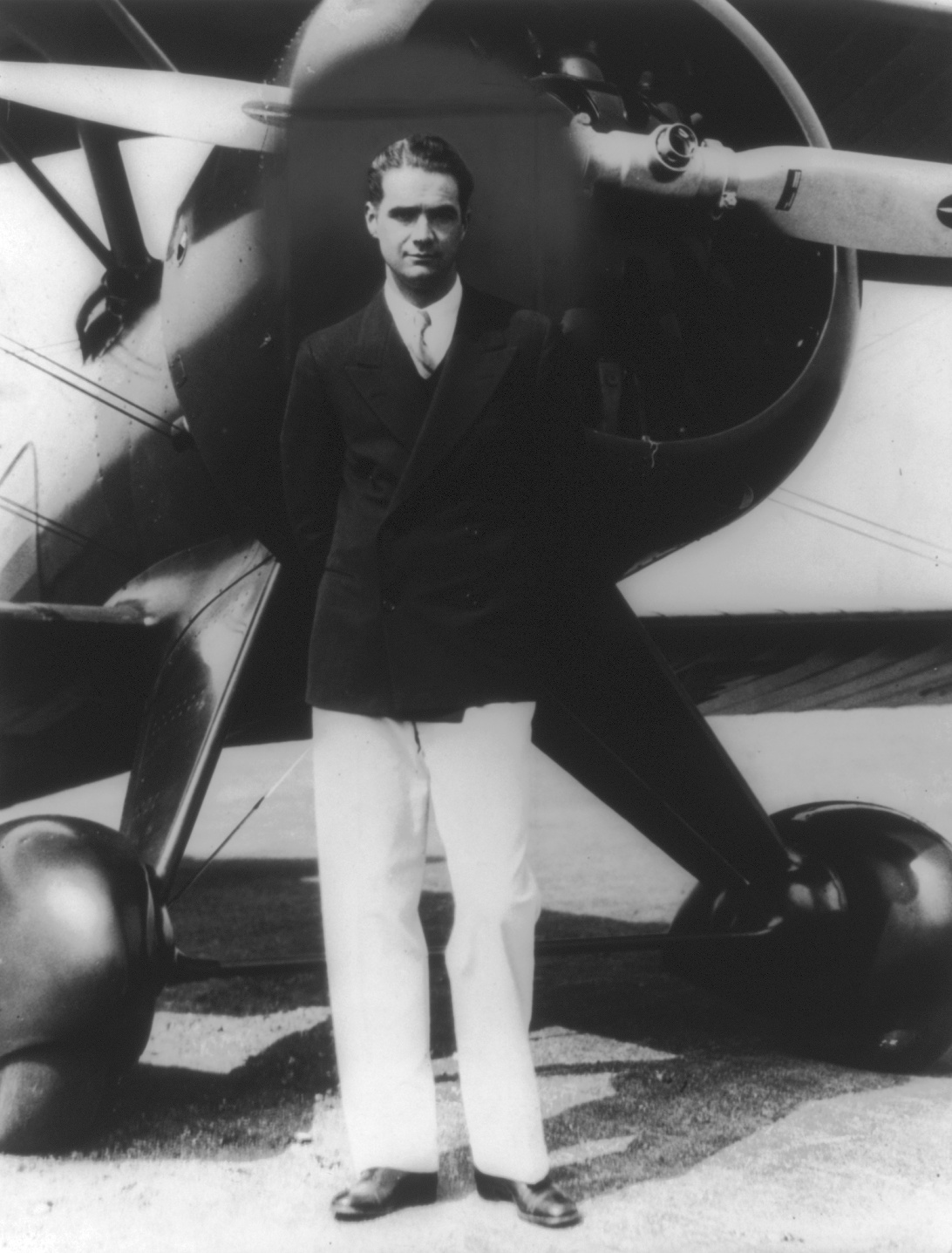
Howard Hughes (1940er-Jahre)

Howard Robard Hughes, Jr. (* 24. Dezember 1905 in Humble oder Houston, beides Texas; † 5. April 1976 in einem Flugzeug über Texas) war ein US-amerikanischer Unternehmer, Filmproduzent, Regisseur und Luftfahrtpionier.
Hughes war der Haupterbe der Werkzeugfirma Hughes Tool Company, sein Vermögen investierte er in weitere Unternehmungen in der Luftfahrt und im Filmgeschäft. In den 1930er- und 1940er-Jahren stellte seine Hughes Aircraft einige Geschwindigkeitsrekorde auf, bei denen er teilweise selbst am Steuer saß, und er besaß zeitweise die weltweit agierende Fluggesellschaft Trans World Airlines. Als Filmproduzent drehte er 1930 mit Höllenflieger den damals teuersten Film der Welt und brachte kontroverse Stoffe wie Scarface (1932) ins Kino. Sein exzentrischer Lebensstil – der zunächst sehr glamourös in Hollywood ausfiel, ab den späten 1940er-Jahren aber von großer Zurückgezogenheit und mehreren Krankheiten geprägt war – führte zu vielen Spekulationen und Mythenbildungen um ihn.

## Leben

### Geburt
Es existieren zwei Geburtsdaten von Howard Hughes; das erste Datum (24. September) basiert auf dem Taufregister der St. John’s Church in Keokuk, Iowa, dem Wohnort von Hughes’ Großeltern, vom Oktober 1906; eine Geburtsurkunde wurde jedoch nicht erstellt.
Das zweite Geburtsdatum (24. Dezember) basiert auf einer nachträglichen Geburtsurkunde in Form einer eidesstattlichen Versicherung aus dem familiären Umfeld von 1941.

### Jugend und Hollywood
Hughes war das einzige Kind des wohlhabenden Geschäftsmanns und Ölsuchers Howard Robard „Bo“ Hughes (1869–1924) und dessen Frau Allene Stone Gano (1883–1922), einer reichen Erbin aus Dallas. Howard kam mit einem angeborenen Hörleiden (Otosklerose) zur Welt. Er besuchte die exklusive Thacher School in Kalifornien, jedoch ohne Abschluss. Seine Mutter starb im Alter von 38 Jahren an den Folgen einer Extrauteringravidität, sein Vater erlag mit 54 Jahren einem Herzinfarkt. Wegen des Todes seines Vaters verließ der junge Hughes die Rice University, die er bis dahin besucht hatte, und übernahm die Hughes Tool Company, die dank ihres Monopols auf Erdöl-Bohrmeißel jährlich Millionengewinne erwirtschaftete. „Mein erstes Ziel ist es, der beste Golfspieler der Welt zu werden. Zweitens der beste Flieger zu werden und drittens der berühmteste Filmproduzent. Und dann will ich, dass Sie mich zum reichsten Mann der Welt machen“, sagte Howard Hughes zu seinem Generalbevollmächtigten Noah Dietrich, den er 1925 eingestellt hatte und der es bis 1957 bleiben sollte.
Mit der finanziellen Sicherheit der Hughes Tool Company im Rücken ging Hughes nach Hollywood, um sich als Filmproduzent und Regisseur zu betätigen. Er heiratete am 1. Juni 1925 Ella Rice aus Houston, Texas, von der er sich am 9. Dezember 1929 wieder scheiden ließ. Mit der Filmschauspielerin Katharine Hepburn war er einige Jahre liiert. Seine zweite Ehe schloss Hughes am 12. Januar 1957 mit der Schauspielerin Jean Peters. Das Paar trennte sich jedoch bald wieder, und 1971 reichte Peters die Scheidung ein. Howard Hughes zeichnete verantwortlich für Filme wie Die Schlachtenbummler (1927), The Racket (1928), Scarface (1932), Geächtet (1943) sowie zahlreiche weniger bekannte, von denen einige floppten. Erfolgreichere Produktionen wie Höllenflieger (1930, der bis dahin teuerste Film der Welt) und The Front Page (1931) wurden für den Oscar nominiert. Als Regisseur entdeckte er Jean Harlow und Jane Russell, die er zu Filmstars machte. 1948 kaufte er das angeschlagene Hollywood-Studio RKO. Er nahm viel Einfluss auf die laufenden Produktionen, stoppte diese teils sogar für Wochen und verkaufte das Unternehmen 1955 an die General Tire and Rubber Company. Die dazugehörige Kinokette wurde aus Kartellgründen abgespalten.

### Die Fliegerei
Parallel zu den Aktivitäten im Filmgeschäft begann sich Hughes für die Fliegerei zu interessieren und bezog eine Baracke in Burbank (Los Angeles County), um Flugzeuge zu entwickeln, die er als Pilot selbst testete. Mit diesen selbstentwickelten Flugzeugen stellte er einige Rekorde auf, unter anderem 1935 den Geschwindigkeitsrekord von 567 km/h und die Rekordzeit von 7 Stunden, 28 Minuten und 25 Sekunden für die Strecke Los Angeles – New York. Auch sein Rekord der schnellsten Weltumrundung mit 91 Stunden im Jahr 1938 brachte ihm Anerkennung ein: Am 14. Juli 1938 traf er mit seinen Begleitern nach einem Flug in einer Lockheed 14 über Paris–Moskau–Omsk–Jakutsk–Anchorage–Minneapolis wieder am Abflughafen in New York City ein. Nur für kurze Zeit trug der William P. Hobby Airport in Houston seinen Namen, denn nach Protesten gegen die Benennung nach einer noch lebenden Person wurde diese Ehrung zurückgenommen.
Aus Hughes’ Baracke in Burbank ging schließlich Hughes Aircraft hervor, und 1938/39 wurde Hughes Mehrheitsaktionär der Fluggesellschaft Transcontinental and Western Air (TWA), die später in Trans World Airlines umbenannt wurde. Der TWA-Chef William John Frye finanzierte mit Hughes Geld den Kauf des Boeing 307 Stratoliner. Von Hughes stammte auch die Grundidee für die Lockheed Constellation (als Weiterentwicklung Super Constellation), eines der ersten Passagierflugzeuge mit Druckkabine, von der TWA exklusiv die ersten Exemplare erwarb.

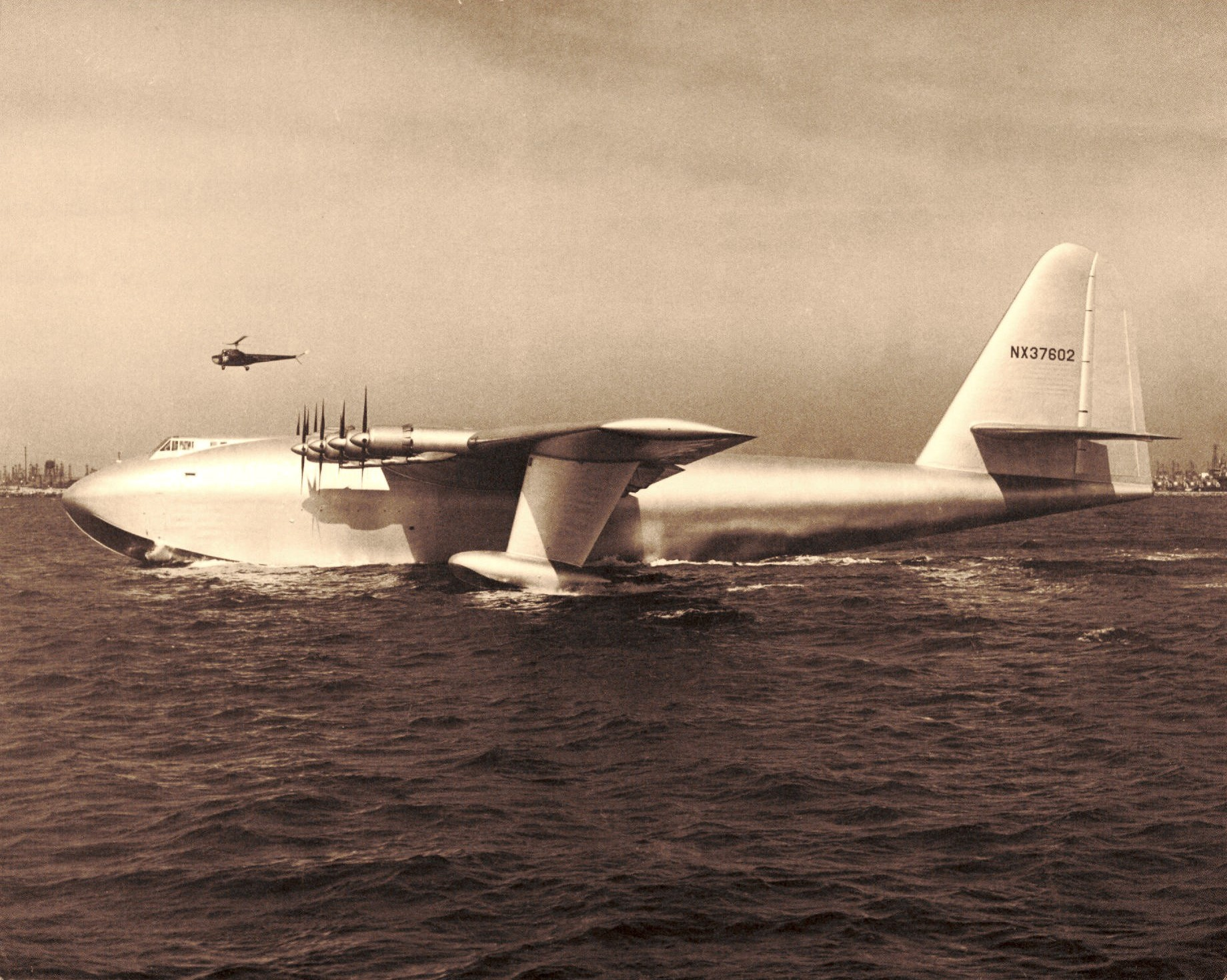
Die Spruce Goose (Hughes H-4 Hercules)

Da 1942 zahlreiche Transportschiffe der Alliierten von deutschen U-Booten versenkt wurden, entwickelte Hughes den Plan, riesige Wasserflugzeuge zu bauen, die Soldaten und anderes Kriegsmaterial nach Europa transportieren sollten. Es gelang ihm, dazu einen Regierungsauftrag zu erhalten. Aber bevor ein Flugboot einsatzfähig war, war der Krieg beendet. Erst 1947 war ein Exemplar der Hughes H-4 Hercules fertiggestellt. Es wurde nur einmal von Hughes selbst im Bereich des Bodeneffekts über die Distanz einer Meile geflogen. Sie hielt 72 Jahre den Rekord des Flugzeugs mit der größten Spannweite. Heute ist dieses Flugzeug, Spruce Goose (Fichtengans) genannt, eine Touristenattraktion im Evergreen Aviation Museum in McMinnville im US-Bundesstaat Oregon.
Mit dem Prototyp einer weiteren eigenen Flugzeugkonstruktion, der Hughes XF-11, hatte Hughes am 7. Juli 1946 einen schweren Unfall, als er mit dieser Maschine bei einem Testflug über Beverly Hills in unmittelbarer Nähe des Country-Club-Golfplatzes abstürzte und drei Häuser beschädigte. Das Flugzeug ging in Flammen auf. Hughes zog sich schwere Verletzungen an Kopf und Rücken zu, von denen er sich nie vollständig erholte.
Da Hughes Aircraft nach dem Krieg ohne Geschäftszweck war, beschloss Hughes, in die sich gerade neu entwickelnde Luftfahrt- und Rüstungselektronik einzusteigen, und stellte aus allen namhaften Universitäten Experten ein. Zeitweise beschäftigte Hughes Aircraft 3300 promovierte Physiker. Der Aufwand zahlte sich aus, und die Firma wurde zum Monopolisten für Rüstungselektronik, zu dem das US-Verteidigungsministerium lange Zeit keine Alternative hatte. Sie war einer der bedeutendsten Rüstungskonzerne und stellte Marschflugkörper, Raketen, Satelliten, Hubschrauber und Elektroniksysteme aller Art her. Im Laufe der 1970er- und 1980er-Jahre wurden immer wieder Teile der Firma verkauft, so dass heute keine der Sparten mehr unter dem Namen Hughes firmiert.
Um Steuern zu sparen, gründete Howard Hughes 1953 die Stiftung Howard Hughes Medical Institute, der er die Inhaberschaft an Hughes Aircraft übertrug.
Zu dieser Zeit begann auch sein langjähriger Streit um die Fluggesellschaft TWA, die mittlerweile die größte der Welt war und die ihm zu 75 % gehörte. Da Hughes sich mit dem Management nicht über die Finanzierung der neuen Düsenflugzeuge einigen konnte und überdies kaum erreichbar war, verklagte ihn das Management seiner eigenen Gesellschaft auf Zahlung von 135 Millionen US-Dollar. Weil Hughes, der sich seit 1958 völlig aus der Öffentlichkeit zurückgezogen hatte, nie zu Gerichtsterminen erschien, verlor er die Kontrolle über TWA und verkaufte sie 1966 für 546 Millionen Dollar. In den 1970er-Jahren stieg er nochmals in das Fluggesellschaften-Geschäft ein und kaufte Air West.

### Las Vegas
Am 24. November 1966 traf Hughes in seinem extra für ihn hergerichteten Spezialzug der Union Pacific Railroad in Las Vegas ein und mietete zwei komplette Etagen des Desert Inn. Das Desert Inn befand sich seit 1949 im Eigentum des der Kosher Nostra zugerechneten Moe Dalitz. Die Hotelkasinos in Las Vegas waren zu jenem Zeitpunkt zu weiten Teilen unter Kontrolle der US-amerikanischen Mafia oder mit ihnen verbündeten Personen wie Dalitz. Allerdings kam Dalitz zu der Auffassung, dass die Aktivitäten der Mafia in der Kasino-Branche Las Vegas’ nicht mehr haltbar seien. Im März 1967 verkaufte er für 13 Mio. US-Dollar das Desert Inn an Howard Hughes. Dieser Kauf wurde der Startpunkt für weitere Übernahmen.
Insgesamt erwarb Hughes sieben Kasinos in Las Vegas, darunter das Castaways, das New Frontier, das Landmark, das Sands sowie das Silver Slipper. Letzteres wurde von Hughes nur deshalb übernommen, weil dessen Leuchtreklame in sein Schlafzimmer strahlte.
Hughes war 1966 an Thanksgiving in Las Vegas eingetroffen, und soweit bekannt, verließ er seine dortigen Hotelräume nie. An Thanksgiving 1970 verließ er Las Vegas und kehrte niemals zurück.

### Watergate
Hughes’ Beziehungen zu US-Präsident Richard Nixon waren dem Protokoll des Watergate-Ausschusses des US-Senats zufolge ein wesentlicher Auslöser der Watergate-Affäre (1972). Nixon fürchtete, dass der Leiter des Wahlkampfkomitees der Demokraten, Larry O’Brien, Unterlagen über Zahlungen von Hughes an Nixon in sechsstelliger Höhe besitze, die zu Wahlkampfzwecken und zur Unterstützung für Nixons bankrotten Bruder Donald Nixon geflossen waren. Dies war jedoch eine gezielte Fehlinformation. Diese Dokumente sowie Beweise für O’Briens eigene Verbindung zu Hughes sollten durch den Einbruch im Watergate-Hotel beschafft werden.

### Beteiligung am Azorian-Projekt der CIA
1968 sank das sowjetische U-Boot K-129. Die United States Navy lokalisierte das Wrack rund 1500 Seemeilen nordwestlich von Hawaii in einer Tiefe von rund 5000 Metern. Die CIA plante die Bergung des Schiffes (Azorian-Projekt), und Hughes wurde 1972 zur Tarnung kontaktiert, um vorgeblich die Tiefsee zu erforschen und dort Erze, insbesondere Manganknollen, abzubauen. Zur Durchführung der Operation wurde mit der Hughes Glomar Explorer ein Spezialschiff gebaut; außerdem wurde zur eigentlichen Bergung eine tauchfähige Schute (Hughes Mining Barge) entwickelt. Die Kosten sollen bei rund 350 Millionen US-Dollar gelegen haben. Im Sommer 1974 begann die Bergung des sowjetischen U-Bootes, jedoch brach es aufgrund mechanischen Versagens in zwei Teile, und einer davon sank wieder zum Meeresboden. Das gesamte Azorian-Projekt wurde 1975 bekannt, nachdem bei einem Einbruch im Juli 1974 in das Hughes-Hauptquartier Tausende von Dokumenten entwendet worden waren.

### Tod und Nachlass
Howard Hughes starb am 5. April 1976 in einem Flugzeug über Texas an Nierenversagen. Da er im Krankenhaus unter dem Namen John T. Conover leblos eingeliefert worden war, mussten nach Feststellung seines Todes Fingerabdrücke genommen werden, um ihn als Howard Hughes zu identifizieren. Howard Hughes wurde auf dem Glenwood Cemetery in Houston neben seinen Eltern begraben.
Aufgrund der umfassenden Aktivitäten und verwickelten Investitionen hinterließ Hughes eine Reihe von Firmen. Kernfirma seiner Aktivitäten in der Luftfahrt war die von ihm 1936 gegründete Hughes Aircraft Company. Sie war eine der größten Verteidigungs- und Luftfahrtfirmen der USA. Im Laufe der 1970er- und 1980er-Jahre wurden immer wieder Teile der Firma verkauft, so dass heute keine der Sparten (Hughes Electronics, Hughes Helicopters etc.) mehr unter dem Namen Hughes firmiert. Auf dem alten Firmengelände haben sich inzwischen Filmstudios der DreamWorks SKG angesiedelt. 1997 fusionierten Hughes Electronics und Raytheon; Hughes Space and Communications wurde im Jahr 2000 von Boeing aufgekauft.
Die Hughes Aircraft war ursprünglich eine Ausgründung aus der Hughes Tool Company, die Hughes von seinem Vater als Erbe 1932 übernommen hatte. Diese Firma wurde aber bereits 1972, vor seinem Tod, weiterverkauft.
Wie viele vermögende US-Amerikaner hat auch Hughes eine Stiftung, das Howard Hughes Medical Institute, gegründet.
Über die Frage, wie es Hughes möglich war, aus einem Erbe, das 1925 offiziell einen Wert von 613.518 Dollar hatte, ein Milliardenimperium zu machen, ist oft gerätselt worden. Biograf John Keats urteilte: „80 Prozent Genie seines Generalmanagers Noah Dietrich und 20 Prozent Spielerblut von Howard Hughes“. Zweifellos hatte Hughes ein intuitives Gespür dafür, welche Branchen zu seiner Zeit das größte Wachstum versprachen, und scheute kein Risiko, dort einzusteigen.

## Spekulationen über die körperliche und geistige Verfassung
Es wurde und wird viel über den allgemeinen körperlichen und geistigen Gesundheitszustand von Howard Hughes spekuliert. Charles Higham schrieb in seiner Biografie über Hughes dazu:

„Hinter allem steckte Hughes' Wunsch, sich und seine Legende, an der er selbst gestrickt hatte, zu schützen [Hughes hatte u. a. vor seinem Tod damit begonnen, wichtige Papiere über sein Leben zu vernichten]. Hughes, der Held und Erfinder der Spruce Goose, der im Alter nur noch ein hirnloser Zombie war und dem die Fäden entglitten, bis er nur noch wie eine Marionette von Mormonen gelenkt wurde, unfähig zu eigenständigem Denken und Handeln. Nichts könnte der Wahrheit weniger entsprechen. Zwar war er medikamentenabhängig und erlebte Phasen hoffnungsloser Apathie. Aber seine zahlreichen Memoranden, die in Texas unter Bergen von Akten gefunden wurden, beweisen, dass er bis zu seinem Tode 1976 ununterbrochen Geschäfte getätigt hatte, springlebendig, intrigant und machthungrig wie eh und je. Seine Lieblingsärzte wie Howard House und Freund Wilbur Thain, der Luftfahrtmogul Jack Real und die Berater Gordon Margulis und Mell Stewart bestätigen, dass Hughes in späteren Jahren ausgesprochen agil war.“

Unstrittig ist, dass sich Hughes von seinem schweren Fliegerunfall 1946 nicht gänzlich erholt hat. Sicherlich wurde Hughes auch einer Schmerztherapie unterzogen. Ob sich daraus eine frühe Medikamentenabhängigkeit – insbesondere von Codein und Valium – bis hin zur Drogensucht entwickelt hat, kann bis heute nicht endgültig belegt werden, trotz der Biografie von Charles Higham. Auch dieser verweist in der Biografie im Wesentlichen auf die letzten qualvollen Jahre und insbesondere Wochen von Hughes, in denen ein hoher Konsum von Schmerzmitteln dokumentiert ist. Es existieren hierzu die eidesstattlichen Aussagen der Ärzte Norman Crane, Lawrence Chaffin und Wilbur Thain sowie der Pfleger Chuck Waldron und John Holmes.
Unstrittig ist auch die Beobachtung von außergewöhnlichem, exzentrischem Verhalten bei Hughes. So zog sich dieser Mitte der 1950er-Jahre immer mehr aus der Öffentlichkeit zurück. Hughes duldete nur noch einen kleinen Stab von Personen (ausschließlich Mormonen) um sich, von denen er die Einhaltung bizarrer Rituale forderte. So mussten beispielsweise sieben Mormonen jeden Gegenstand, den er anfassen wollte, mit Papiertüchern abdecken.
Daraus wird bis heute spekuliert, dass Hughes eine übermäßige Angst vor Bakterien entwickelt haben könnte, die wiederum auf das unterstellte Suchtproblem seit seinem Unfall zurückgeführt wird, das zu diesen Wesensveränderungen geführt haben soll. Aber auch diese Vermutungen konnten nie fundiert werden.
Eine gängige Prämisse, sein folgenreicher Flugunfall sei Ausgangspunkt für einige skurrile Charakterentwicklungen, ist nicht gänzlich schlüssig, denn insbesondere exzentrisches und pedantisches Verhalten wurde bereits lange vor diesem Unfall beobachtet. Hughes war mit 18 Vollwaise geworden und auf eigenes Betreiben vorzeitig für volljährig erklärt worden. So berichten bereits Freunde aus den 1930er-Jahren von der Vorliebe Hughes’ für ein bestimmtes Erbsengemüse, das er mit einem speziellen Besteck nach Größe der einzelnen Stücke sortierte, bevor er sie verzehrte. Seine Pedanterie machte ihn zum Schrecken seiner Filmemacher. Als Produzent pflegte er beispielsweise Richard Fleischer seitenlange Memos zu schicken. Dieser wunderte sich noch später darüber, wie die Filme trotz Hughes’ Eingreifen überhaupt fertig werden konnten.
Allerdings ist das außergewöhnliche Verhalten von Hughes nach seinem Unfall in der Öffentlichkeit bekannter als das seiner Jugendzeit und kann als Gegenstand der US-amerikanischen Popkultur angesehen werden (siehe Filmzitate und Biografieverfilmungen). Hughes – seit seiner Jugend ein Filmfan – schloss sich 1947 vier Monate in einen Kinosaal ein, um dort ununterbrochen Filme zu sehen. Er war umgeben von Schachteln voller Papiertaschentücher, die er um sich arrangiert hatte. Anweisungen gab er häufig nur noch schriftlich, und niemand durfte ihn ansprechen. Er hatte aufgehört, sich zu waschen, und auch seine Haare und seine Nägel wurden wochenlang nicht mehr geschnitten.
Als Hughes sich 1966 in Las Vegas einkaufte, hatte das auch handfeste steuerliche Gründe. Hughes, unwillig, wegen seines TWA-Geschäfts Steuern zu bezahlen, investierte seine Gewinne lieber in das steuerfreie Las Vegas.

„Hughes war keinesfalls – wie Bill Gay behauptete – geistesgestört oder geschäftsunfähig.“

Von 1966 bis 1970 verließ Hughes nie seine Räume im Hotel Desert Inn in Las Vegas, er blieb ein fanatischer Filmliebhaber, 1968 soll er den Film Eisstation Zebra in einer Dauerschleife zwischen 100- und 150-mal gesehen haben.
Auch die Filmbiografien beteiligten sich an den gesundheitlichen Vermutungen und Auslegungen: Scorseses Film Aviator von 2004 enthält eine Szene an der Art-déco-Bar der Queen Mary, wo Hughes – dargestellt von Leonardo DiCaprio – offenbar an seit seinem Unfall zunehmender Schwerhörigkeit leidet, aber zu eitel ist, ein Hörgerät zu tragen. In einer Szene des Films gibt es zwischen Hughes und Katharine Hepburn – im Film durch Cate Blanchett verkörpert – den Dialog: „Ich schwitze und du bist taub. Sind wir nicht ein feines Paar entzückender Sonderlinge?“. Der Film bezog sich dabei darauf, dass in der ganzen Familie von Hughes der Hang zur Schwerhörigkeit bestand und in Form von Otosklerose bei ihm im Alter von vier Jahren festgestellt wurde.
Als Hughes im Flugzeug über Texas an Nierenversagen starb, war er bei 1,93 Metern Körpergröße auf 46 kg abgemagert und verwahrlost, seine Finger waren mit Zellophan umwickelt. Die Liste seiner Leiden in den letzten Lebenswochen ist lang: insbesondere chronische Arthritis (seit fünf Jahren), Nervenschmerzen in Hals, Schultern und Rücken, gequetschte Bandscheibe, Zahnschmerzen und entzündetes Zahnfleisch, Tumore am Kopf. Da er einige Tage vor dem Tod erblindete, spekulierte Biograf Charles Higham über eine mögliche Infektion mit dem Cytomegalievirus, das eine spezielle Retinitis auslöst, die zur spontanen Erblindung führen kann und in der Neuzeit in Zusammenhang mit HIV-Infektionen und Krebserkrankungen (Chemotherapien, Vergiftungen) beobachtet wurde.

## Adaptionen und Trivia

### Anekdoten
Während der Proben zu seinem ersten Engagement im Hotel Last Frontier in Las Vegas 1944 hielt der amerikanische Klavierkünstler Liberace Howard Hughes irrtümlich für den Lichttechniker des Hotels. In eindringlichem Tonfall instruierte er seinen vermeintlichen Mitarbeiter, sofort ein blaues Licht einzuschalten, sollte er den Titel Clair de Lune spielen. Hughes sagte nichts und nickte zustimmend.

### Gefälschte Biografie
Die Autoren Clifford M. Irving und Richard Suskind veröffentlichten eine gefälschte Biographie von Hughes. Zwar reisten sie an Hughes’ bekannte Aufenthaltsorte; ihre vermeintlichen Interviews mit ihm waren jedoch allesamt frei erfunden. Irving fälschte außerdem einige Hughes-Briefe mit verstellter Handschrift. Insbesondere diese Schriftstücke überzeugten den Verlag McGraw-Hill, der an den Memoiren interessiert war.
Als die Biografie erschien, meldete sich Hughes telefonisch und dementierte sie. Das letzte Mal hatte er sich 1970 telefonisch gemeldet, nachdem er in der Öffentlichkeit für tot erklärt worden war. Irving hatte bei der Fälschung darauf spekuliert, dass Hughes sich nie melden würde, da er seit 15 Jahren aus der Öffentlichkeit verschwunden war und somit nie einen Widerruf der Fälschung verlangen und diese damit nie entdeckt werden würde.
Die Irving-Fälschung ist einer der größten Buchskandale der Verlagsgeschichte. Zwar wurde Irving 1972 dafür verurteilt, aber bereits vor der Urteilsverkündung plante er ein neues Buch über seinen Betrug.
Wegen einer weiteren Biografie griff Hughes 1972 erneut zum Telefon und widersprach der Veröffentlichung einer angeblich ebenfalls von ihm selbst autorisierten zweiten Biographie, die von Robert P. Faton im Ladies Home Journal veröffentlicht werden sollte.

### Verfilmungen
Hughes’ Leben wurde bisher viermal verfilmt:
- 1964: Die Unersättlichen mit George Peppard in der Hauptrolle
- 1977: Howard Hughes – Eine Legende mit Tommy Lee Jones in der Hauptrolle
- 2004: Aviator von Martin Scorsese mit Leonardo DiCaprio als Hughes
- 2016: Regeln spielen keine Rolle von und mit Warren Beatty als Howard Hughes[26]

### Filmzitate (Auswahl)
- 1970: In Der gemachte Mann, dem vierten Teil von Ich – Axel Cäsar Springer wird Howard Hughes von Hans-Peter Minetti dargestellt.
- 1979: Im Film Melvin und Howard von 1979 vermacht Hughes, gespielt von Jason Robards, ein Sechzehntel seines Vermögens dem Glücksritter Melvin, gespielt von Paul Le Mat.
- 1988: In dem 1988 von Francis Ford Coppola gedrehten Film Tucker, Originalversion Tucker: The Man and His Dream wird Howard Hughes von Dean Stockwell gespielt. In einer Szene wird, während er mit Preston Thomas Tucker (Jeff Bridges) spricht, im Hintergrund auch die Hughes H-4 (Spruce Goose) gezeigt.
- 1991: Im Fantasy-Comic-Film Rocketeer (spielt in Los Angeles im Jahr 1938) wird die Figur des Hughes von Terry O’Quinn gespielt.
- 1993: In der Folge Vom Teufel besessen der Zeichentrickserie Die Simpsons wird Howard Hughes parodiert, als Mr. Burns sich weigert, sein Zimmer zu verlassen, nachdem er sein Casino eröffnet hat. Er verfällt einem Bakterien- und Reinlichkeitswahn, schneidet sich jedoch weder Haare noch Fingernägel. Zudem entwirft er ein Flugzeugmodell mit dem Namen „Fichtenelch“ (im Englischen Original Spruce Moose in Anlehnung an die Spruce Goose).
- 1995: Hughes wird erneut in der Zeichentrickserie Die Simpsons parodiert. In der Folge Die 138. Episode, eine Sondervorstellung wird Sam Simon, einer der Produzenten der Serie, kurz als verwahrloster Wahnsinniger gezeigt, ähnlich der „Burns-Parodie“ zwei Jahre zuvor.
- 2008: Die Figur des wohlhabenden Erfinders und Unternehmers Howard Stark wurde 1970 in der Comic-Serie Iron Man eingeführt. Seine Darstellung, ebenso wie die seines Sohns Tony Stark, ist deutlich von Howard Hughes inspiriert.[27] Im Kino wurde Howard Stark das erste Mal im Film Iron Man von 2008 erwähnt und war seitdem eine Nebenfigur in weiteren Filmen des Marvel Cinematic Universe.

### Musik
- Die britische Band 10cc fragt Anfang der 1970er Jahre in ihrem Hit Wallstreet Shuffle den Luftfahrtpionier: „Oh, Howard Hughes, did your money make you better?“.
- Die britische Band Genesis erwähnte Howard Hughes in ihrem 1974 erschienenen Album The Lamb Lies Down on Broadway im Song Broadway Melodie.[28]
- Die australische Band AC/DC nimmt am Ende ihres Songs Ain’t no Fun auf dem 1976 erschienenen Album Dirty Deeds Done Dirt Cheap Bezug auf Howard Hughes: „Hey Hello Howard, how ya doin' friend? Next door neighbour? Oh yeah... Get your fuckin' jumbo jet off my airport“[29]
- Die irische Band Boomtown Rats veröffentlichte auf ihrem 1978 erschienenen Album A Tonic for the Troops den Song Me and Howard Hughes.
- Die amerikanische Band Kansas widmete Howard Hughes in ihrem 1977 erschienenen Album Point of Know Return den Song Closet Chronicles.
- Die britische Punkband The Tights veröffentlichte 1978 eine Single Howard Hughes mit ihrem gleichnamigen Song.
- Die amerikanische Band Rasputina veröffentlichte auf ihrem 1996 erschienenen Album Thanks For The Ether einen Song namens Howard Hughes. Der Titel befasst sich mit den wunderlichen Ritualen, die Hughes angeblich verlangte, sowie seinen irrationalen Ängsten und seine angeblichen Abhängigkeit von Schmerzmitteln.
- Die amerikanische Band Bayside veröffentlichte auf ihrem 2008 erschienenen Album Shudder einen Song namens Howard, in dem der Sänger Parallelen zwischen seinem eigenen und dem Leben von Howard Hughes zieht.
- Der britische Sänger Jarvis Cocker und der Pianist Chilly Gonzales veröffentlichten 2017 auf ihrem gemeinsamen Album Room 29 einen Song namens Howard Hughes Under The Microscope.

## Filmdokumentationen
- Howard Hughes: His Women and His Movies. TV-Dokumentation von Christian Sebaldt. USA 2000, Robert Dalrymple Productions/Turner Classic Movies (TCM) / WinStar Cinema, 55 Minuten